# Kurt Schmelter
Kurt Schmelter (* 21. September 1925 in Köln; † 3. September 2013) war ein deutscher Politiker der CDU.

## Ausbildung und Beruf
Kurt Schmelter besuchte die Volksschule und die Oberschule, an der er 1943 das Abitur ablegte. Danach besuchte er drei Jahre die Verwaltungsschule der Stadt Köln für den gehobenen Dienst. Schmelter wurde Stadtinspektor. 1957 nahm er die Tätigkeit als Geschäftsführer der CDU Köln auf. 

## Politik
Kurt Schmelter war seit 1946 Mitglied der CDU. Von 1951 bis 1954 fungierte er als Vorsitzender der Jungen Union Köln-Stadt und im Anschluss war er bis 1957 stellvertretender Vorsitzender der CDU Köln-Stadt.
Kurt Schmelter war vom 21. Juli 1958 bis zum 23. Juli 1966 und vom 28. Mai 1975 bis zum 29. Mai 1985 direkt gewähltes Mitglied des 4., 5., 8. und 9. Landtages von Nordrhein-Westfalen für den Wahlkreis 014 Köln-Stadt II, Wahlkreis 015 Köln-Stadt II bzw. für den Wahlkreis 016 Köln IV.